# Heteronyx inornatus
Heteronyx inornatus är en skalbaggsart som beskrevs av Blackburn 1900. Heteronyx inornatus ingår i släktet Heteronyx och familjen Melolonthidae. Inga underarter finns listade i Catalogue of Life.